# Будыка, Александр Дмитриевич
Александр Дмитриевич Будыка (19 сентября 1927 — 17 ноября 2001) — советский государственный и партийный деятель. Кандидат в члены ЦК КПСС (1986—1990).

## Биография
В 1953 году окончил Ростовский институт сельскохозяйственного машиностроения. Кандидат экономических наук (1968).
- 1943—1944 — слесарь металлургического завода, Сталино.
- 1944—1948 — учащийся Ростовского техникума железнодорожного транспорта.
- 1948—1953 — студент Ростовского института сельскохозяйственного машиностроения.
- 1953—1957 — главный инженер, директор Кумской машинно-тракторной станции, Арзгирский район Ставропольский край.
- 1957—1960 — председатель колхоза «Родина», Арзгирский район.
- 1960—1961 — директор Северо-Кавказской зональной нормативно-исследовательской станции, Ставрополь.
- 1961—1962 — заместитель заведующего сельскохозяйственным отделом Ставропольского крайкома КПСС.
- 1962—1964 — начальник Ставропольского, Шпаковского производственных колхозно-совхозных управлений.
- 1964—1971 — заведующий сельскохозяйственным отделом Ставропольского крайкома КПСС.
- 1971—1980 — заместитель председателя Ставропольского крайисполкома.
- 1980—1983 — заместитель заведующего сельскохозяйственным отделом ЦК КПСС.
- 1983—1987 — заместитель заведующего, в 1987 г. первый заместитель заведующего Отделом сельского хозяйства и пищевой промышленности ЦК КПСС.
- 1987—1989 — министр хлебопродуктов СССР. Депутат Верховного Совета СССР (с 28.02.1988 до 1989).
- С июля 1989 года персональный пенсионер союзного значения.

Похоронен в Москве на Троекуровском кладбище.

## Награды и звания
- четыре ордена трудового Красного знамени
- орден «Знак Почёта»